# Lynn Rogers (Politiker)

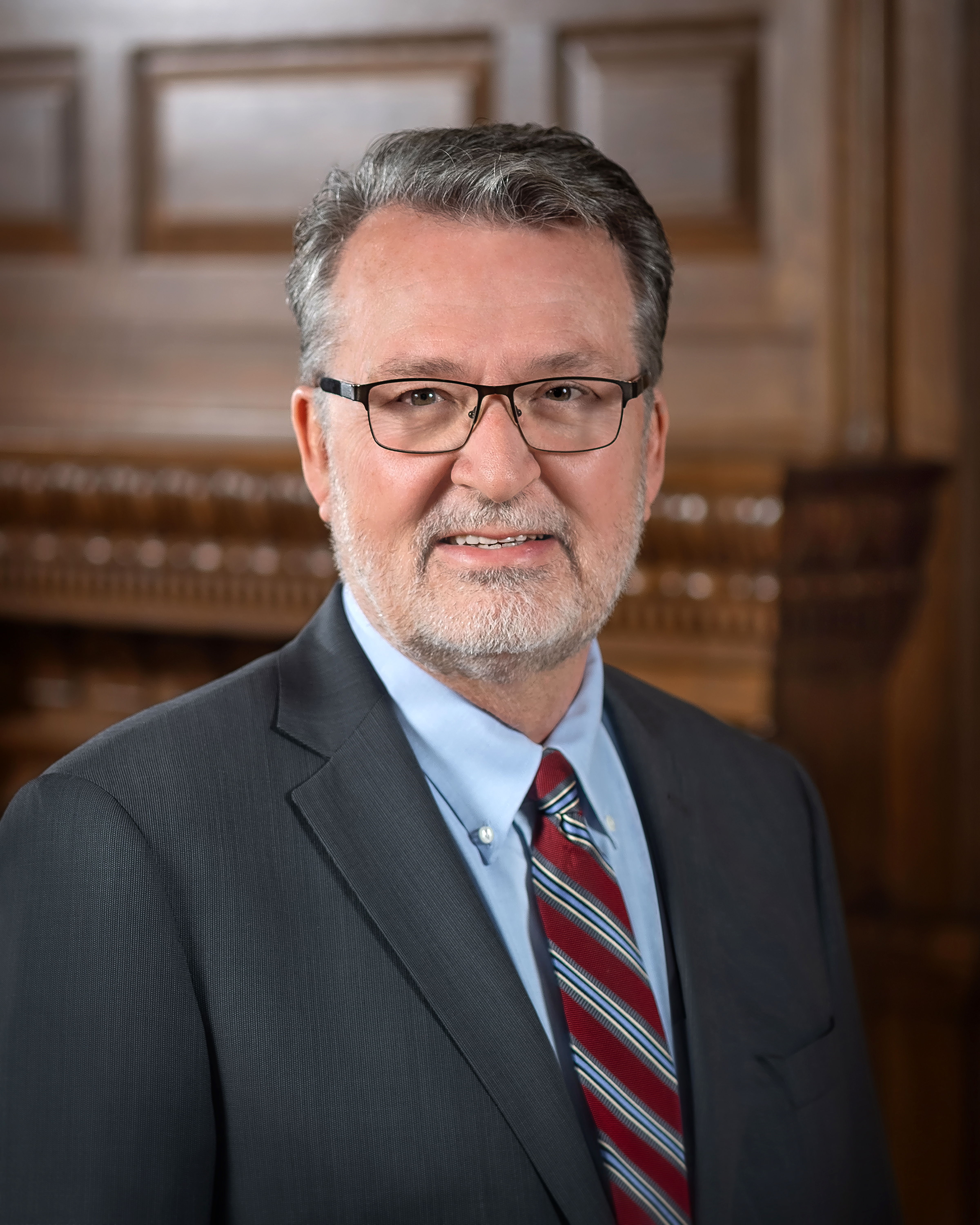
Lynn Rogers (2018)

Lynn Wayne Rogers (* 11. September 1958 in Fremont, Nebraska) ist ein US-amerikanischer Politiker (Demokratische Partei). Er ist seit dem 2. Januar 2021 State Treasurer des Bundesstaates Kansas. Vom 14. Januar 2019 bis zum 2. Januar 2021 war er Vizegouverneur dieses Bundesstaates.

## Leben
Lynn Rogers studierte an der University of Nebraska-Lincoln und erlangte dort 1980 seinen Bachelor of Arts. 1985 zog Rogers nach Wichita (Kansas), wo er zuvor eine Arbeitsstelle bei der Farm Credit Bank of Kansas angenommen hatte. Ab 1993 war Rogers Vizepräsident der CoBank Farm Credit Leasing, eine Position, die er bis 2016 innehatte. Lynn Rogers ist verheiratet und hat drei erwachsene Kinder.
Sein erstes politisches Amt war ein Sitz im Bildungsausschuss der Stadt Wichita, in den er im Jahr 2001 gewählt wurde. Zeitweise war er dessen stellvertretender Vorsitzender. 2016 wurde Rogers für den 25. Wahlbezirk in den Senat von Kansas gewählt, nachdem der Sitz nach dem Ausscheiden des Republikaners Michael O’Donnell vakant geworden war. Am 9. Januar 2017 trat er das Amt an. 2018 schied Lynn Rogers aus dem Bildungsausschuss von Wichita aus. Am 24. Mai 2018 verkündete Laura Kelly ihre Auswahl Rogers als Running Mate für die Gouverneurswahlen im November. Bei der Wahl am 6. November 2018 konnten sie sich gegen den republikanischen Kandidaten Kris Kobach und den unabhängigen Greg Orman durchsetzen.
Mit seinem Amtsantritt am 14. Januar 2019 schied Lynn Rogers aus dem Senat von Kansas aus, seine Nachfolgerin wurde Mary Ware. Im Dezember 2020 wurde Rogers von der Gouverneurin Kelly zum State Treasurer of Kansas berufen, nachdem der bisherige Amtsinhaber Jake LaTurner ins Repräsentantenhaus der Vereinigten Staaten gewählt worden war. Am 2. Januar 2021 trat Rogers das neue Amt an, zu seinem Nachfolger als Vizegouverneur wurde David Toland berufen.